# Václav Klaus
Václav Klaus (Praag, 19 juni 1941) is een Tsjechisch econoom, liberaal politicus en van 7 maart 2003 tot 7 maart 2013 president van Tsjechië.

## Biografie

### Jeugd, studie en carrière
Tijdens zijn jeugd was Klaus geruime tijd een topsporter en speelde basketbal. Hij houdt van skiën en speelt tennis. Hij is gehuwd, heeft twee zoons en vijf kleinkinderen. In zijn vrije tijd leest hij veel en luistert naar muziek, voornamelijk jazz.
Hij volgde de opleiding Buitenlands Handelsverkeer aan de Economische Hogeschool in Praag, waar hij in 1963 afstudeerde. Hij kreeg de gelegenheid om in Italië (1966) en de Verenigde Staten (1969) verder te studeren Lange tijd was hij als wetenschappelijk medewerker verbonden aan het Economisch Instituut van de Tsjecho-Slowaakse Academie voor Wetenschappen.
In 1970 moest Klaus om politieke redenen zijn wetenschappelijke werk beëindigden en werkte hij vele jaren bij de Tsjechslowaakse Staatsbank, waar hij diverse functies bekleedde. Aan het einde van 1987 hervatte hij zijn academische activiteiten aan het Instituut voor Prognose van de Tsjecho-Slowaakse Academie voor Wetenschappen.

### Politieke carrière
Op 17 november 1989, tijdens de Fluwelen Revolutie, werd hij politiek actief. Hij verloor echter niet het contact met de economische wetenschappen. Hij kreeg de kans om te publiceren en voordrachten te houden en in 1991 was hij als hoogleraar verbonden aan de faculteit voor financiën bij de Economische Hogeschool in Praag.
Klaus publiceerde meer dan 20 boeken over sociale, politieke en economische onderwerpen. Hij verwierf vele internationale prijzen en eredoctoraten van universiteiten over de gehele wereld. Hij betrad definitief het politieke toneel in december 1989, als minister van financiën. In 1991 werd hij bovendien benoemd tot vicevoorzitter van de Tsjecho-Slowaakse regering.
Aan het eind van 1990 werd hij voorzitter van het sterkste politieke beweging van het land: het Burgerforum. Daaraan kwam een einde in april 1991 toen hij, als mede-grondlegger van de Democratische Burgerpartij, het voorzitterschap daarvan op zich nam. Hij vervulde die functie tot 2002. Zijn partij behaalde de winst tijdens de eerste vrije parlementsverkiezingen in juni 1992 en hij werd minister-president van de Tsjechische regering.
Klaus toonde zich een voorstander van een onbeperkte vrijemarkteconomie à la Margaret Thatcher. Hij maakte zich sterk voor de aansluiting bij de Europese Unie en de NAVO. Hij speelde een belangrijke rol in het vreedzaam uiteenvallen van de Tsjecho-Slowaakse Federatie, dat tot de verzelfstandiging van de Tsjechische Republiek leidde.
Tijdens de parlementsverkiezingen in 1996 verdedigde hij het beleid van zijn regering met succes. Na de val van de coalitie in 1997 nam hij ontslag.
Na de vervroegde verkiezing in 1998 werd hij gekozen als voorzitter van het Huis van Afgevaardigden voor een termijn van vier jaar. Op 28 februari 2003 werd hij als opvolger van Václav Havel tot president van de Tsjechische Republiek gekozen. In 2008 behaalde hij met moeite een tweede termijn van vijf jaar. In 2013 trad Klaus af, en werd opgevolgd door Miloš Zeman.
Klaus is een uitgesproken tegenstander van de voorgestelde Europese Grondwet alsook het daarvoor in de plaats gestelde Verdrag van Lissabon. Klaus is uiterst eurosceptisch, hoewel hij Europese samenwerking en integratie op handelsvlak niet afwijst. Op 19 februari 2009 vergeleek hij echter in een toespraak voor het Europees Parlement, de Europese Unie met de Sovjet-Unie (in navolging van Vladimir Boekovski: de "EUSSR"). Václav Klaus noemde de Europese Commissie een modern politburo en vergeleek Brussel met het Moskou van het Warschaupact omdat Brussel evenzeer de individuele en politieke vrijheid zou inperken.